# Gezhouba-Talsperre
Die Gezhouba-Talsperre (chinesisch 长江葛洲坝水利枢纽工程, englisch Gezhouba Dam bzw. Gezhouba Water Control Project) ist eine Talsperre am Jangtsekiang mit einem Wasserkraftwerk und drei Schleusen. Sie wurde bei Yichang in der Provinz Hubei in Zentralchina erbaut und liegt 38 km unterhalb der Drei-Schluchten-Talsperre.
Die Gezhouba-Talsperre ist das erste Wasserkraftwerk, welches am Jangtsekiang erbaut wurde. Nach der Inbetriebnahme 1988 war es auch das leistungsstärkste in China.
Gezhouba gehört zu den 100 größten Wasserkraftwerken der Erde. Es hat eine Gesamtleistung von 2.715 Megawatt und eine Jahresstromproduktion von 14.100 GWh. Die Anlage wird von der China Three Gorges Corporation (CTG) betrieben.

## Projekt

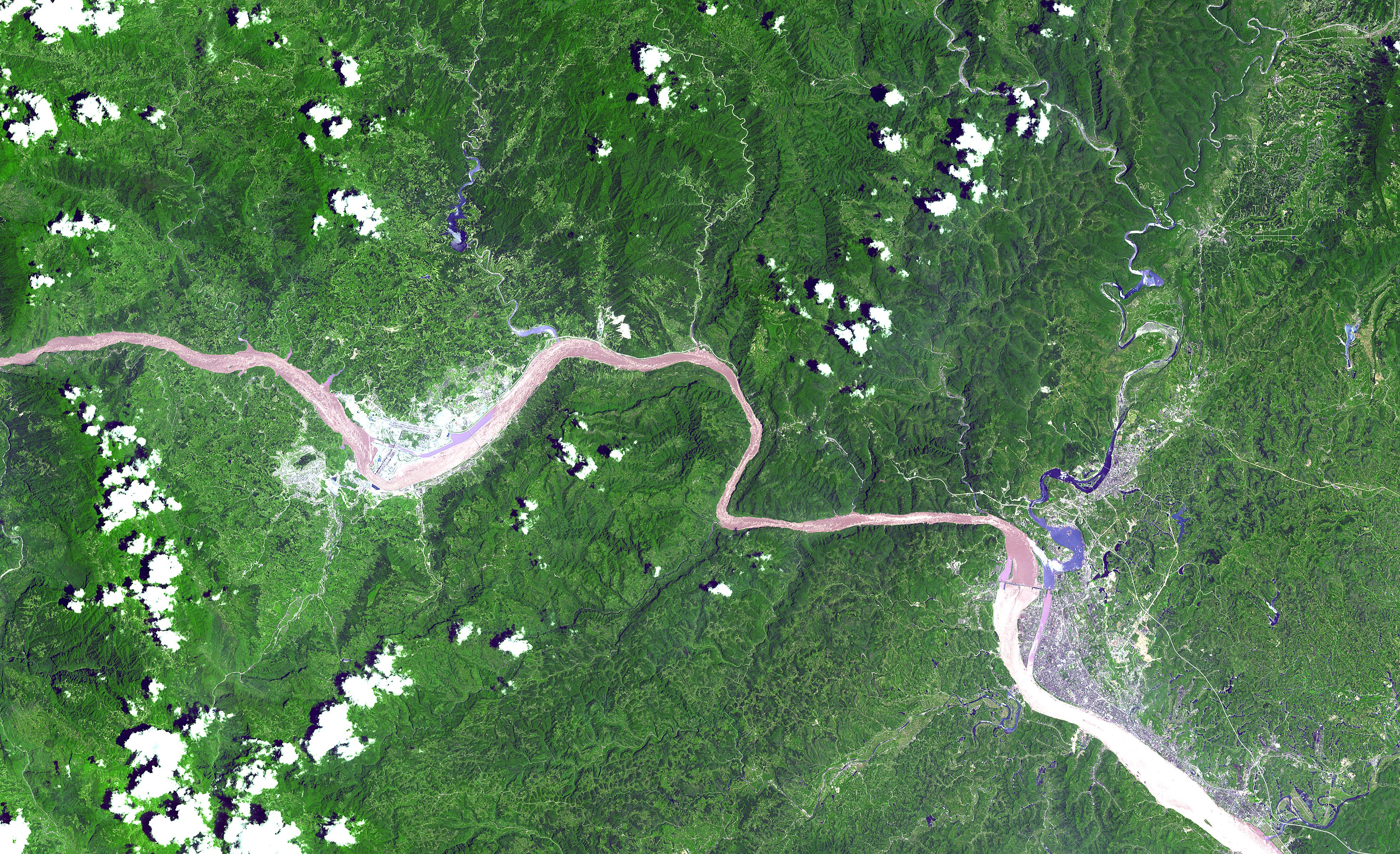
Satellitenbild des Gezhouba-Stausees. Die Staumauer ist im rechten Bilddrittel. Links ist die Drei-Schluchten-Talsperre

### Vorgeschichte
Den Wunsch, den Jangtsekiang zur Energieerzeugung zu nutzen, hegte schon mancher große Herrscher Chinas. Sun Yat-sen äußerte seine diesbezüglichen Gedanken bereits 1919. Nach dem Zweiten Weltkrieg wurde dem amerikanischen Bureau of Reclamation eine Projektstudie für eine Talsperre bei den drei Schluchten in Auftrag gegeben. Wegen des chinesischen Bürgerkrieges konnte das Projekt nicht verwirklicht werden. Mao Zedong versuchte 1958 den Bau der Talsperre zu realisieren, was aber an den zu hohen Kosten scheiterte.
1969 unternahm die Provinzregierung von Hubei einen Versuch, das Projekt wieder zu beleben. Nun wurde es aber durch Mao Zedong aus politisch-militärischen Gründen abgelehnt. Als Ersatz wurde jedoch eine kleinere Talsperre 38 km weiter flussabwärts bei der Stadt Yichang bewilligt. Somit konnte am 30. Dezember 1970 mit dem Bau der Gezhouba-Talsperre begonnen werden.

### Bauverlauf
1970 wurde die „China Gezhouba Group Corporation“ (CGGC), die der staatlichen Vermögensaufsichts- und Verwaltungskommission unterstellt war, gegründet und mit dem Bau der Gezhouba Anlagen betraut.
Die Gewichtsstaumauer, die beiden Wasserkraftwerke und die drei Schleusen wurden von 1970 bis 1988 erbaut. Hinter der Staumauer wurden zwei Kraftwerke mit insgesamt 21 Turbinen mit einer Gesamtleistung von 2,715 Gigawatt erstellt. Das Hauptkraftwerk auf der rechten Seite ist mit 14 Turbinen und das Kraftwerk auf der linken Seite mit 7 Turbinen bestückt. In der Mitte der Staumauer befindet sich der Hochwasserüberlauf, bestehend aus 27 Öffnungen.
Nach dem Passieren des Nanjing-Passes weitet sich der Jangtsekiang von 300 m bis zur Talsperre auf circa 2.200 m auf. Vor der Sperre liegen die beiden Inseln Gezhouba und Xiba, die durch Sedimentablagerung entstanden sind. Durch die Inseln wird der Fluss in drei Arme geteilt. Die Schiffsschleusen befinden sich am rechten und linken Arm. Schleuse 1 liegt am rechten Flussarm. Am linken Arm auf der rechten Seite liegt Schleuse 2. Beide weisen eine Länge von 280 m, eine Breite von 34 m und eine Tiefe von 5 m auf. Sie können Schiffe bis zu 10.000 Tonnen durchfahren lassen. Auf der linken Seite des linken Arms befindet sich die Schleuse 3. Diese ist 120 m lang, 18 m breit und 3,5 m tief. Sie kann Fracht- oder Personenschiffe von bis zu 3.000 Tonnen befördern. 1980 wurde die Schleuse 3 als erste Schiffsschleuse am Jangtsekiang in Betrieb gesetzt.

### Kosten
Die Gesamtkosten des Gezhouba Projektes beliefen sich auf etwa 24,5 Milliarden US-Dollar.

### Technische Daten

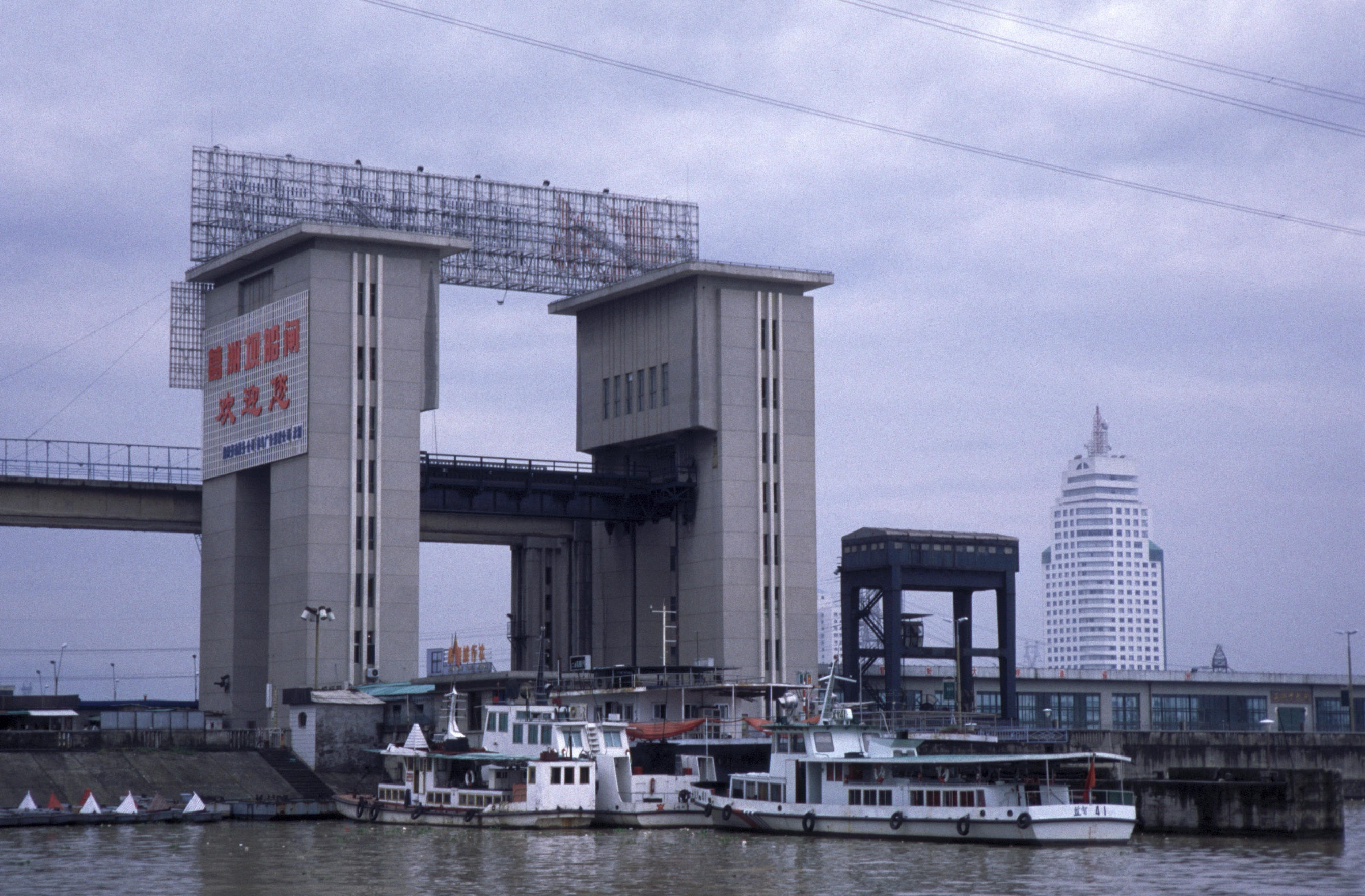
Gezhouba-Talsperre, Schiffe auf Talfahrt

- Bauart: Gewichtsstaumauer aus Beton
- Bauzeit:
  - Baubeginn am 30. Dezember 1970
  - Abschluss der Bauarbeiten an Staumauer, Schiffsschleusen und Kraftwerken am 10. Dezember 1988
- Länge des Absperrbauwerkes: 2.595 m inkl. Schleusenanlagen
- Höhe des Absperrbauwerkes über Gründungssohle: 47 m
- Höhe des Absperrbauwerkes über Talsohle: circa 35 m
- Höhe der Mauerkrone: 70 m über dem Meeresspiegel
- Hochwasserüberläufe: 27, mit je 12 m Breite und 24 m Höhe
- Höchstes Stauziel: 66 m über dem Meeresspiegel
- Normales Stauziel: 63 m über dem Meeresspiegel
- Wasserpegel Talseite (Unterwasser) 42 m über dem Meeresspiegel
- Höhenunterschied der Wasserpegel Oberwasser/Unterwasser circa 20 m
- Gesamtstauraum: 1,58 Mrd. m³
- HWE-Bemessungsdurchfluss: 110.000 m³/s
- Nennleistung: 2,715 GW
- Anzahl der Turbinen mit 125 Megawatt: 19 (davon 14 im Hauptkraftwerk)
- Anzahl der Turbinen mit 170 Megawatt:  2 (beide im Kraftwerk links)
- Verwendete Turbinen: Kaplan-Turbinen[1]
- Regelarbeitsvermögen: 14,1 TWh. Anstieg durch verbesserte Flussregulierung auf 15,7 TWh
- Umgesiedelte Personen: circa 125.000
- Bauvolumen:
  - Abtragung von Erde und Felsen: 55,3 Mio. m³
  - Auffüllung von Erde und Felsen: 32,2 Mio. m³
  - Beton: 9,8 Mio. m³
  - Baustähle: 623.300 Tonnen

Angaben zum Teil entnommen aus:

## Nach Fertigstellung
Die CGGC erhielt Order, die bei Planung, Bau und Betrieb gesammelten Erfahrungen an die 1993 gegründete China Three Gorges Project Corporation (CTGPC) weiterzugeben. Damit sie in das Drei-Schluchten-Talsperre Projekt einfließen können.
1996 wurde die Leitung des Kraftwerkes von der CGGC auf die CTGPC übertragen. Seit 1993 war die CTGPC an der Planung des Drei-Schluchten-Talsperre Projektes und würde dieses nach Bauabschluss ebenfalls betreiben. Dadurch sollen Betriebsabläufe und Energieproduktion optimiert und Kosten eingespart werden.

### Hochwasserschutz
Der Bau der Gezhouba-Talsperre sollte für die Gewinnung der dringend benötigten elektrischen Energie genutzt werden. Es würden sich zudem Verbesserungen für die Schifffahrt und den Hochwasserschutz ergeben. Überflutungen der Flussabwärts liegenden 1,5 Millionen Hektaren Ackerland sollen verhindert oder abgeschwächt werden.
Im 20. Jahrhundert sind mehr als drei Millionen Menschen durch Flutkatastrophen in China ums Leben gekommen. Großereignisse wie die Flutkatastrophe von 1931 können durch Gezhouba jedoch nicht verhindert werden. Hierzu ist das zur Verfügung stehende Reservoirvolumen von 1,5 Milliarden Kubikmeter zu gering. Pro Jahr führt der Jangtsekiang etwa 453 Milliarden Kubikmeter Wasser ins Meer ab.

### Energiegewinnung
Am Fuße der Staumauer wurden zwei Kraftwerke erstellt, in denen 21 Kaplan-Turbineneinheiten eingebaut wurden. Das Regelarbeitsvermögen der Anlage mit seiner Nennleistung von 2,715 GW betrug 14,1 TWh. Nach der Inbetriebnahme der Drei-Schluchten-Talsperre erhöhte sich die jährliche Energieproduktion dank konstantem Wasserzufluss. Im 2013 erzeugte das Kraftwerk 15,7 TWh elektrische Energie.
Durch das Wasserkraftwerk kann die Verstromung von 10,2 Millionen Tonnen Kohle pro Jahr vermieden werden.

### Energieübertragung

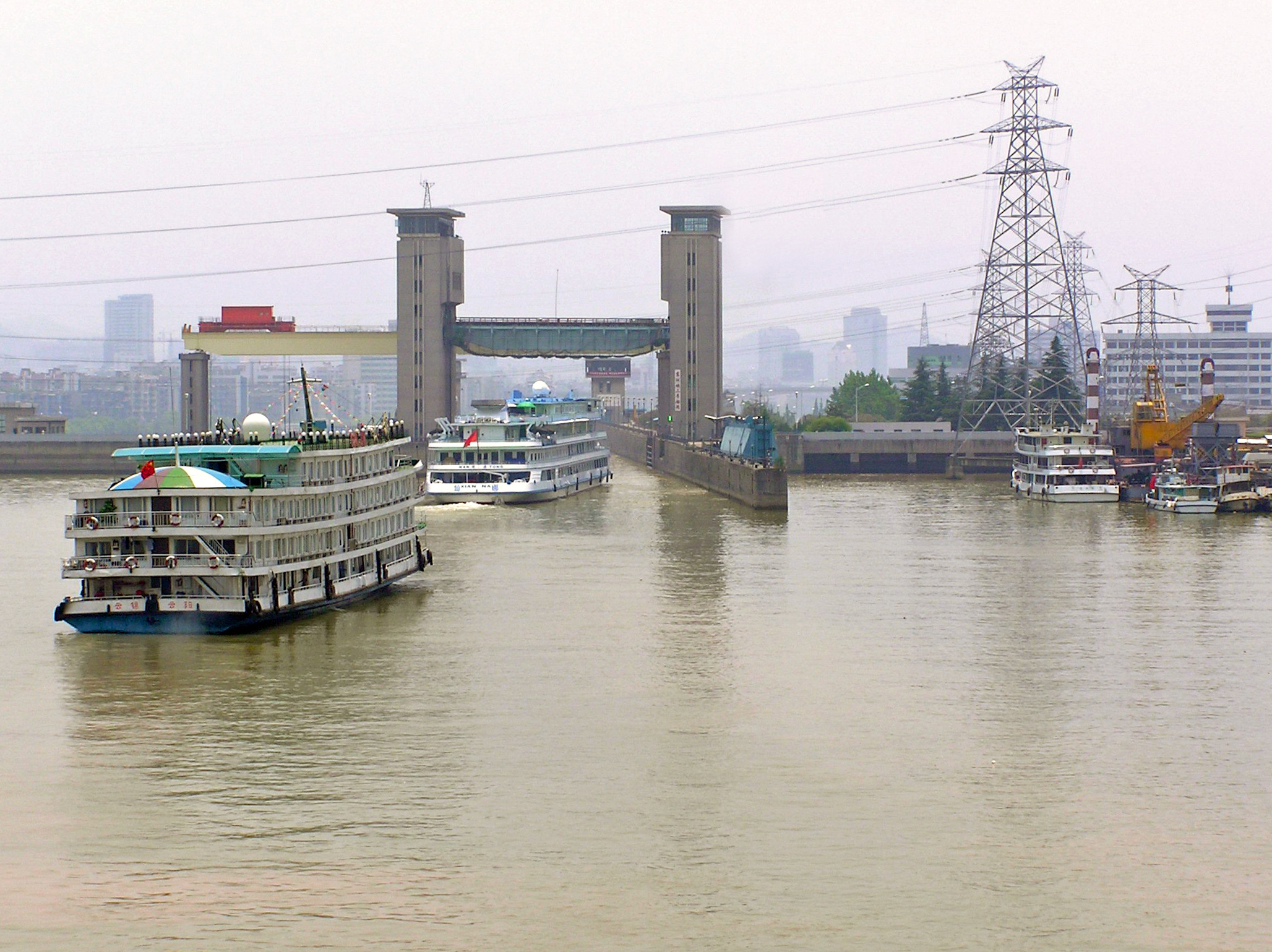
Transport von Mensch und Energie bei der Gezhouba-Talsperre

Der erzeugte Strom von 15,7 Milliarden kWh (durchschnittliche Jahresleistung), wird über Hochspannungsleitungen in die Städte und Provinzen von Shanghai, Henan, Hunan und Wuhan übertragen.

### Schiffbarkeit

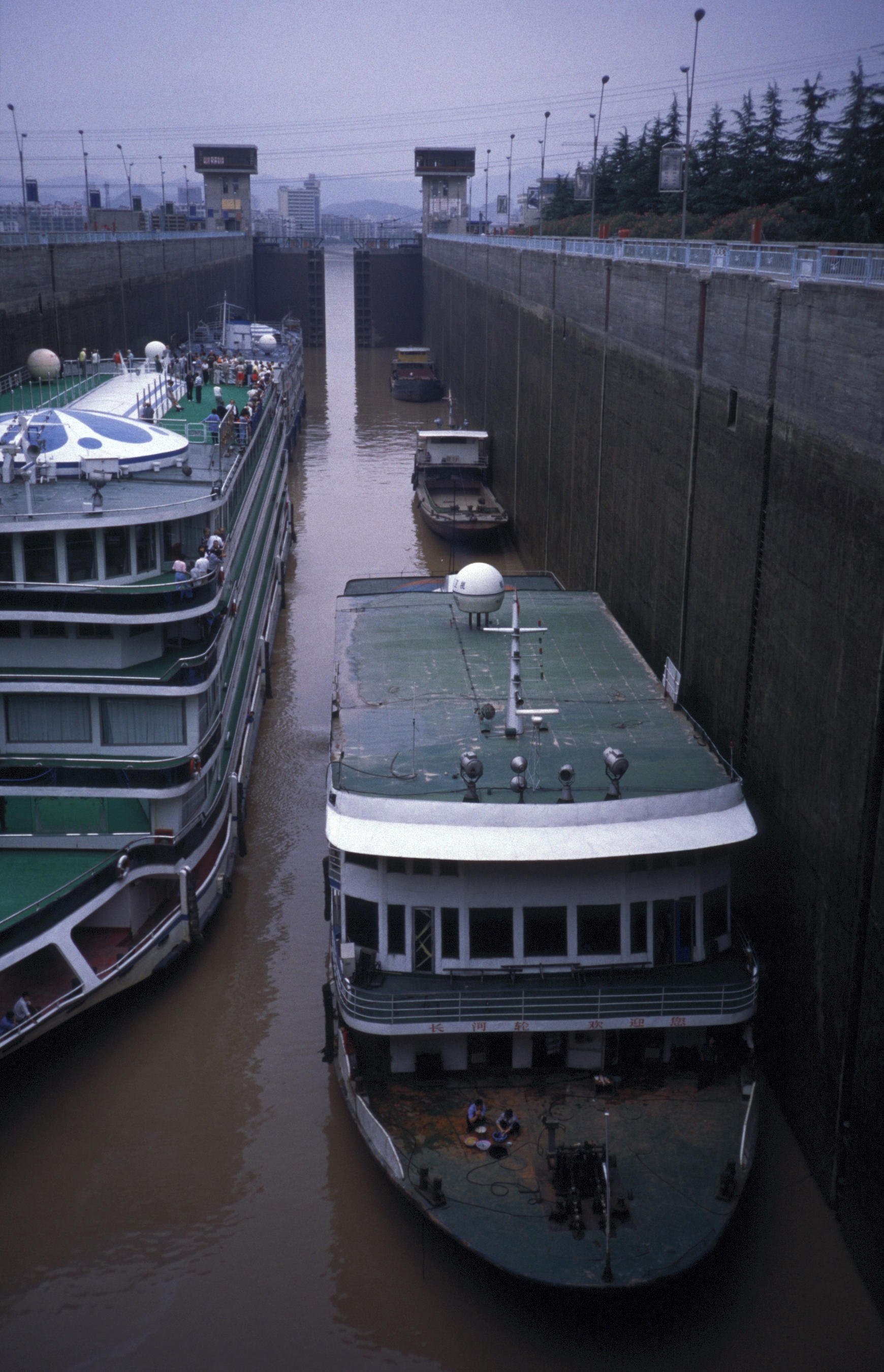
Schiffe auf Bergfahrt, in Schleuse 2

Der Jangtsekiang wird schon seit über 200 Jahren von Fracht- und Passagierschiffen befahren. Einige gelangten vom Meer bis zum 1.600 km entfernten Hafen von Yichang. Nach der Inbetriebnahme der Gezhouba-Talsperre änderte sich die Situation für die Schifffahrt oberhalb Yichang kaum. Durch die Flutung des Stausees stieg der Wasserspiegel lediglich um etwa 20 m, was bei dem geringen Grundgefälle nach etwa 28,5 Kilometer wieder ausgeglichen war. Diverse Fahrrinnen durch enge Schluchten und Abschnitte mit Untiefen konnten nur im „Einbahnverkehr“ befahren werden.
Erst seit der Inbetriebnahme der Drei-Schluchten-Talsperre im Jahre 2012 können Frachtschiffe bis 10.000 Bruttoregistertonnen den vom Meer etwa 2.250 Kilometer entfernten Hafen von Chongqing gefahrlos anfahren.
Eine Durchfahrt durch die Gezhouba-Schleuse 2 dauert etwa 50 Minuten.

### Tourismus
Aufgrund der Lage von Yichang am östlichen Tor zu den Drei-Schluchten ist die Stadt zu einem Tourismuszentrum geworden. Viele Flussfahrten der Personenschifffahrt beginnen und enden in Yichang.

### Ökologische Auswirkungen
Da der Jangtsekiang als stark Geschiebe führender Fluss bekannt und dies wissenschaftlich belegt war, wurde dieser Umstand bereits bei der Planung mitberücksichtigt. Die Betreiber der Anlage hätten ansonsten innerhalb weniger Jahre durch die Versandung des Stausees vor der Staumauer mit Betriebsproblemen zu rechnen.
Bei der hydrologischen Station bei Yichang wurde eine durchschnittliche jährliche Sedimentbelastung von 523 Millionen Tonnen ermittelt. Bei dem hohen Wasserablauf des Jangtses ergibt dies etwa 1,19 Kilogramm pro Kubikmeter. Es wurde ein Konzept erarbeitet, bei welchem die Ablagerungen hinter der Staumauer jährlich ausgespült werden. Hierzu wird der Füllstand in den Monaten März und April abgesenkt. In den Regenreichen folgenden vier Monaten fließt der Fluss mit höherer Geschwindigkeit und spült die Sedimente durch auf tiefem Niveau eingebaute Sedimentschleusen aus dem Stausee aus.
Da die Talsperre über keine Fischtreppe verfügt, wurden spezielle Laichgründe für den Chinesischen Stör unterhalb der Staumauer geschaffen.
Mit dem Bau der Staumauer ging die Population des Schwertstöres (Psephurus gladius) sehr rasch zurück. Die Laichplätze für diese Fischart lagen ebenfalls weiter flussaufwärts. Der Schwertstör kam nur im Jangtsekiang vor. Bereits seit 1996 zählt er zu den bedrohten Arten. Seit mehr als 10 Jahren sind bei diversen Suchaktionen keine Fische mehr gefunden worden. Außer im Jahr 2003 wurden zwei Weibchen, aber keine Jungfische gefunden. Daher hatte der IUCN auf seiner Roten Liste gefährdeter Arten vom 24. Oktober 2009 den Psephurus gladius als: „Kritisch gefährdet (möglicherweise ausgestorben)“ aufgeführt. Am 22. Oktober 2015 wurde diese Fischart durch den IUCN für ausgestorben erklärt.
Wie der Schwertstör war auch der Chinesische Flussdelfin nur im Jangtsekiang beheimatet. Auch er gilt als ausgestorben. Als Gründe werden Einschränkungen seines Lebensraumes durch die Staumauern, Überfischung und Gewässerverschmutzung angegeben.

### Zwangsumsiedlung
Durch das Hochwasser bei der Flutung waren eine Reihe von Gemeinden in der Region betroffen, die unter der Verwaltung der Stadt Yichang standen. Es mussten etwa 125.000 Menschen umgesiedelt werden. Ein Drittel der umzusiedelnden Menschen waren Farmer, deren Ackerland überflutet wurde. Es war schwieriger, neues Land für Farmer zu finden als für Wohnsilos und Fabriken. Viele Landwirte mussten ihre Beschäftigung aufgeben und in die Stadt ziehen.

### Betriebsprobleme
Zu Betriebsproblemen können die jährlich in den Sommermonaten auftretenden Monsunregen führen. Wenn die Schneeschmelze noch zusätzliches Wasser erzeugt, steigt die Gefahr von Hochwasser. So hatten die Drei-Schluchten-Talsperre und die Gezhouba-Talsperre im Juli 2017 ihre Produktionskapazität um zwei Drittel heruntergefahren.

## Filme
- youtube.com: Jangtsekiang, Gezhouba-Damm, Hubei – China Travel Channel Eine Schleusenfahrt, Film ohne Worte, Länge 8,05 min. Abgerufen am 26. Januar 2019